# Makar a Meassa
Makar a Meassa byli sourozenci, Valar, kteří vstoupili jako jedni z posledních do Ardy v Tolkienově světě. Vyžívali se v zápasení, dále v zemětřeseních a zuřeních pradávných moří. Do Silmarillionu však nakonec nebyli vloženi.

## Životopis
Makar a Méassa se nijak významně  Budování Ardy neúčastnili. Poté, co Valar prvně porazili Melkora, Makar byl jediný, kdo na jejich radě mluvil proti Manwëmu. Po zničení Almarenu se sourozenci s ostatními Valar odebrali do Valinoru. Své síně si nepostavili ve Valmaru, ale na nejzazším západě, poblíž Mandosu. Jejich síně jsou popisovány jako „ponuré a bez výzdob, pouze vevnitř plny zbraní“. Tam se často procvičovali, především s Tulkasem, kterého však nenáviděli. Oba také, přinejmenším než Valar vytáhli do války proti Melkorovi (po Probuzení elfů), často jezdili lovit do Středozemě, nejraději vlky a medvědy. Z jejich zbrojnic pocházely zbraně do této války, a nejspíše i do Války hněvu. Byli vždy proti Melkorově svázání, neboť si libovali ve válkách a nenáviděli mír.